# ETCD
El Equipo Terminal del Circuito de Datos (ETCD), en inglés: Data Circuit-terminating Equipment (DCE), también conocido como Equipo de Comunicación de Datos (ECD), es aquel dispositivo que participa en la comunicación entre dos dispositivos, pero que no es receptor final ni emisor original de los datos que forman parte de esa comunicación.
Es el componente del circuito de datos que transforma o adecua las señales para poder utilizar el canal de comunicaciones.